# Chris Connor Sings George Gershwin
| Recensione | Giudizio |
| ---------- | -------- |
| AllMusic   |          |

Chris Connor Sings George Gershwin è un album di raccolta  della cantante jazz statunitense Chris Connor, pubblicato dalla Clarion Records nel 1964.

## Tracce

### LP (1964, Clarion Records, 611)
Lato A
Testi e musiche di Ira Gershwin e George Gershwin, eccetto dove indicato.
1. A Foggy Day – 3:16 – Registrato il 26 febbraio 1957
2. Summertime – 2:36 (testo: DuBose Heyward, Ira Gershwin – musica: George Gershwin) – Registrato il 26 febbraio 1957
3. They Can't Take That Away from Me – 2:10 – Registrato il 12 marzo 1957
4. Slap That Bass – 1:58 – Registrato il 7 febbraio 1957
5. I Was Doing All Right – 2:15 – Registrato il 26 marzo 1957

Durata totale: 12:15
Lato B
Testi e musiche di Ira Gershwin e George Gershwin.
1. Love Walked In – 2:58 – Registrato il 1º maggio 1957
2. Nice Work If You Can Get It – 1:19 – Registrato il 12 marzo 1957
3. I Love You Porgy – 2:58 – Registrato il 26 febbraio 1957
4. For You, For Me, For Evermore – 3:35 – Registrato il 7 febbraio 1957
5. Love Is Here to Stay – 3:16 – Registrato il 24 aprile 1957

Durata totale: 14:06

## Musicisti
- Chris Connor – voce solista
- Ralph Sharon – pianoforte (A1, A2, A3, A4, B2, B3 e B4), arrangiamenti (A1, A2, A3, A4, B2, B3 e B4), celeste (A3, A4, B3 e B4)
- Hank Jones – pianoforte (A5)
- Stan Free – pianoforte (B1 e B5), arrangiamenti (B1)
- Doc Severinsen – tromba (B5)
- Jimmy Cleveland – trombone (A5)
- Jim Thompson – trombone (A5)
- Eddie Bert – trombone (B5)
- Eddie Wasserman – sassofono tenore, clarinetto basso (A5)
- Al Cohn – sassofono tenore (B5)
- Danny Bank – sassofono baritono (B5)
- Ray Ellis – arrangiamenti (A5 e B5)
- Herbie Mann – flauto (A3, A4, B2, B3 e B4)
- Sam Most – clarinetto (A3, A4, B3 e B4)
- Peanuts Hucko – clarinetto (A3, A4, B3 e B4)
- Joe Puma – chitarra (A3, A4, B3 e B4)
- Barry Galbraith – chitarra (A5)
- Mundell Lowe – chitarra (B1 e B5)
- Milt Jackson – vibrafono (B1)
- Oscar Pettiford – contrabbasso (A1 e A2)
- Vinnie Burke – contrabbasso (A3, A4, B3 e B4)
- Wendell Marshall – contrabbasso (A5 e B5)
- Milt Hinton – contrabbasso (B1)
- Osie Johnson – batteria (A1, A2, A3, A4, B3 e B4)
- Ed Shaughnessy – batteria (A5, B1 e B5)